# Dolní Lukavice
Dolní Lukavice – miejscowość i gmina (obec) w Czechach, w kraju pilzneńskim, w powiecie Pilzno Południe. W 2022 roku liczyła 1060 mieszkańców.
W miejscowości znajduje się zamek barokowy hrabiów Morzin, w którym kapelmistrzami byli kompozytorzy Johann Friedrich Fasch (ok. 1720) i Joseph Haydn (1758–1760), który skomponował tu pierwszą symfonię.